# KC산업
주식회사 KC산업(영어: KC INDUSTRY)은 대한민국의 콘크리트 제품 기업이다.